# Svenska Badmästareförbundet
Svenska Badmästareförbundet är en svensk organisation som anordnar mässor och utbildningar i Sverige inom badbranschen. Svenska Badmästareförbundet bildades 1963 och förbundet arbetar för utveckling av anläggningar för badverksamhet samt verkar för utveckling och utbildning av personal som jobbar inom branschen. 

## Badmästaren
Badmästaren är en tidning som ges ut och ägs av Svenska Badmästareförbundet. Tidningen ges ut åtta gånger per år i 5 000 exemplar.  